# Styraconyx sardiniae
Styraconyx sardiniae är en djurart som tillhör fylumet trögkrypare, och som beskrevs av D'Addabbo Gallo, Morone De Lucia och de Zio Grimaldi 1989. Styraconyx sardiniae ingår i släktet Styraconyx och familjen Halechiniscidae. Inga underarter finns listade i Catalogue of Life.